# Sigodang Barat
Sigodang Barat is een bestuurslaag in het regentschap Simalungun van de provincie Noord-Sumatra, Indonesië. Sigodang Barat telt 1647 inwoners (volkstelling 2010).